# 天理大学附属天理参考館
天理大学附属天理参考館（てんりだいがくふぞくてんりさんこうかん、Tenri University Sankokan Museum ）は、奈良県天理市にある民俗学・考古学系の博物館。主に世界各地の生活文化資料・考古美術資料を収集・研究・展示するほか、所在地に広がる布留遺跡の発掘調査を行う博物館法における博物館相当施設である。

## 概要
1930年（昭和5年）4月25日から4月27日にかけ、天理中学校にて「支那風俗展覧会」を開催。その後展示した資料を天理外国語学校本館に移し、「海外事情参考品室」としたのが天理参考館の起源である。その後、1955年（昭和30年）天理教の巨大建築「おやさとやかた」の東左第三棟4・5階への移転等を経て、2001年（平成13年）に同南右第一棟に移転し現在に至る。
館内は地上3階建て、地下1階の4階層にわたっており、1階・2階に「世界の生活文化」コーナー、3階に「世界の考古美術」コーナーがそれぞれ設けられている。展示されている物品には文字通り世界各国から集められたものが多くを占め、そのコレクションはアイヌ文化からインド、ボルネオ、パプアニューギニアにまで至る。これら常設展の他に、企画展・スポット展も定期的に開催。東京の天理ギャラリーで「天理ギャラリー展」も開いている。地下1階の研修室では、来館者に館内の資料について講義を行う「トーク・サンコーカン」を定期的に開催しており、入場料を払っていれば無料で聴講できる。講師は学芸員で構成され、これまで「インドネシアの土器作り」や「ヤマト王権を語る」をテーマに講演が行われてきた。その他出版物に「天理参考館図録」、「やまとのほくら 天理参考館」、「天理参考館 資料を語る」など。

## 館内
- 常設展示室 

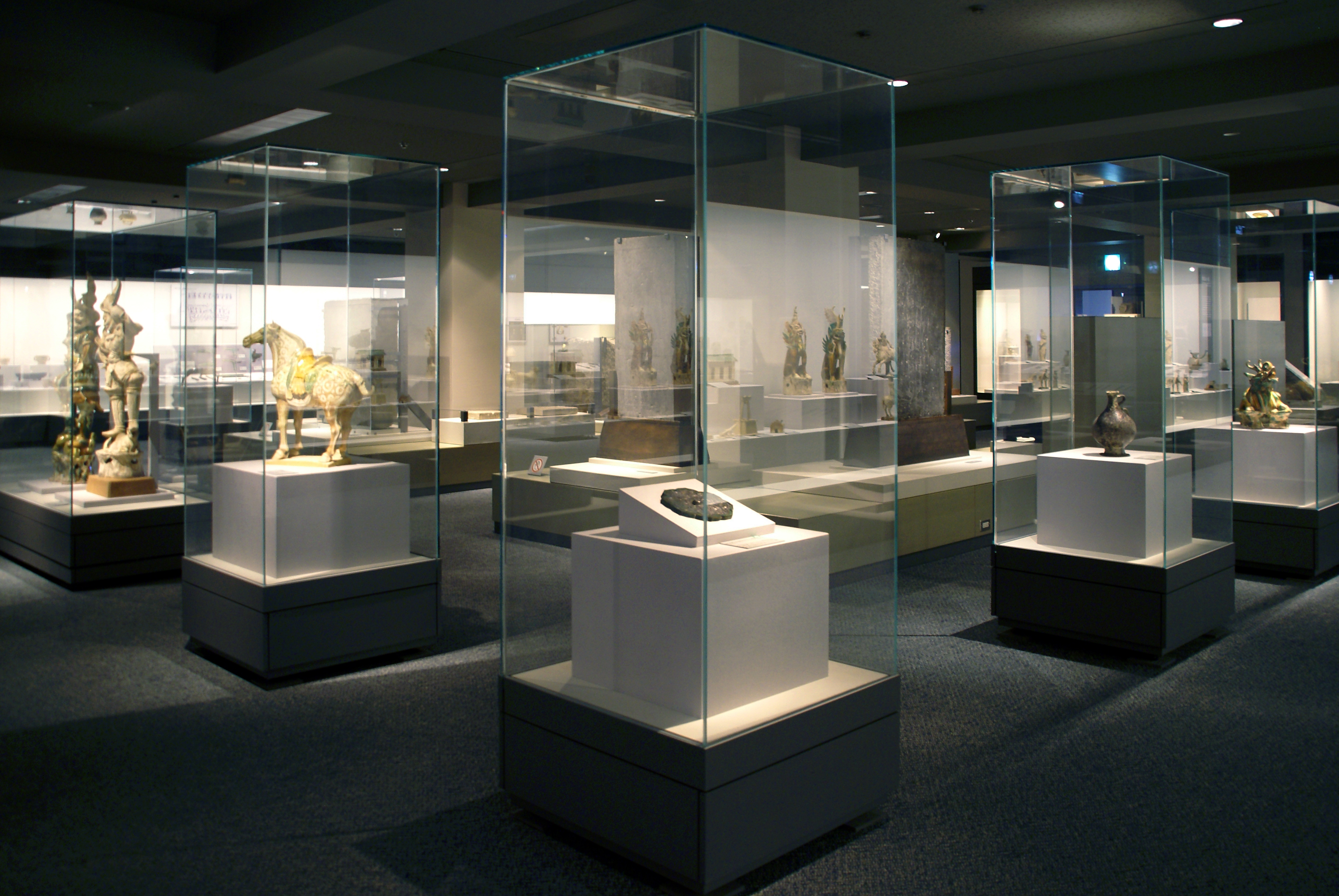
館内

  - 世界の生活文化 - 日本、アイヌ、朝鮮半島、台湾、バリ島、ボルネオ島、インド、メソポアミア、メキシコ・グアテマラ、パプアニューギニア、南北アメリカの生活文化を紹介
  - 世界の考古美術 - 日本および布留遺跡、オリエント、中国、朝鮮半島の考古美術を展示
- 企画展示室1・2
- 図書コーナー
- 情報検索コーナー
- 研修室

## 主な所蔵品

### 重要文化財（国指定）
- 埴輪男子胡坐像（考古資料） - 群馬県群馬郡群南村八幡原出土。昭和34年12月18日指定[2]。
- 埴輪武装男子立像（考古資料） - 群馬県新田郡尾島町大字世良田出土。昭和34年12月18日指定[3]。

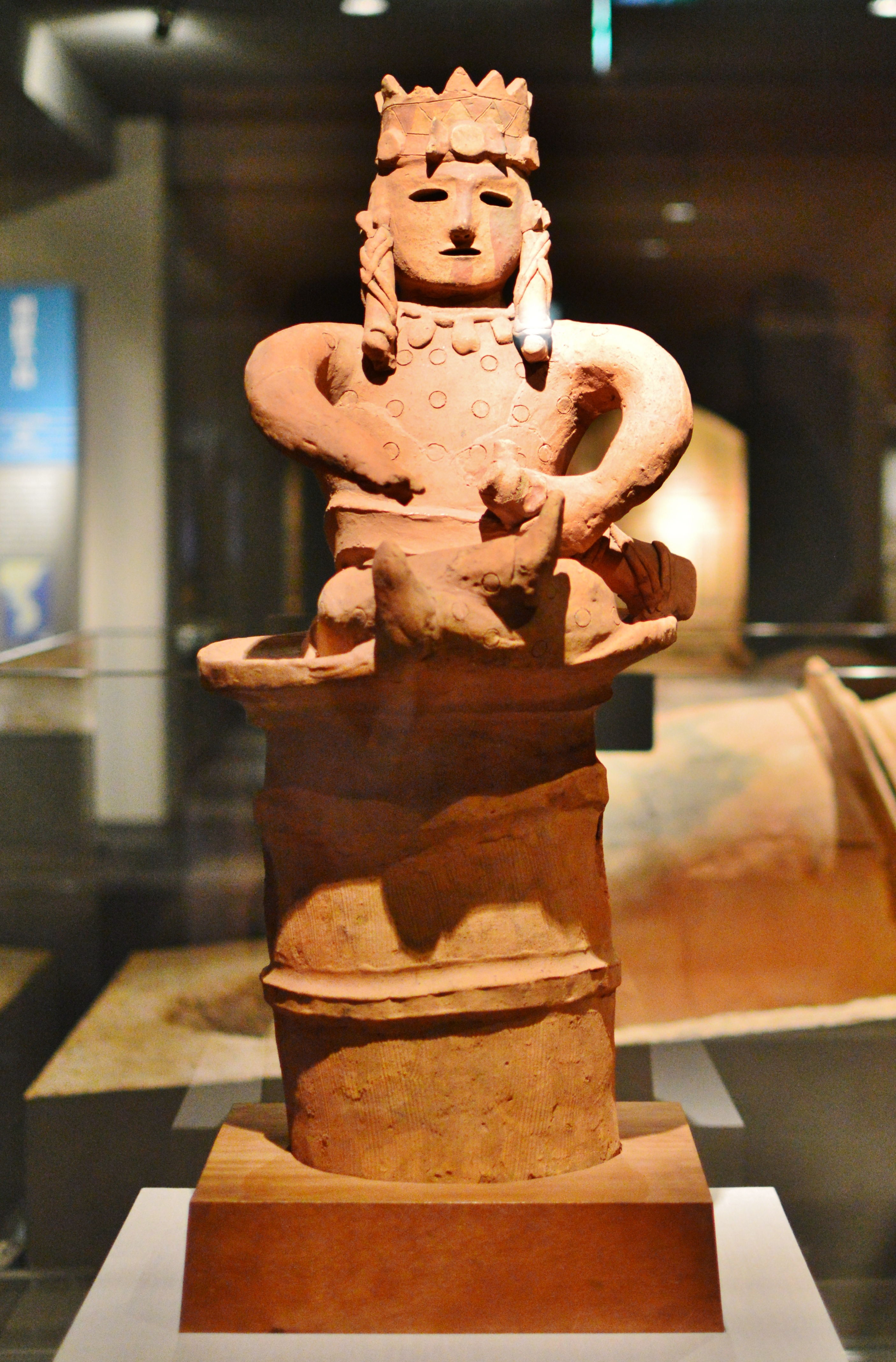
盛装男子埴輪（重要文化財）
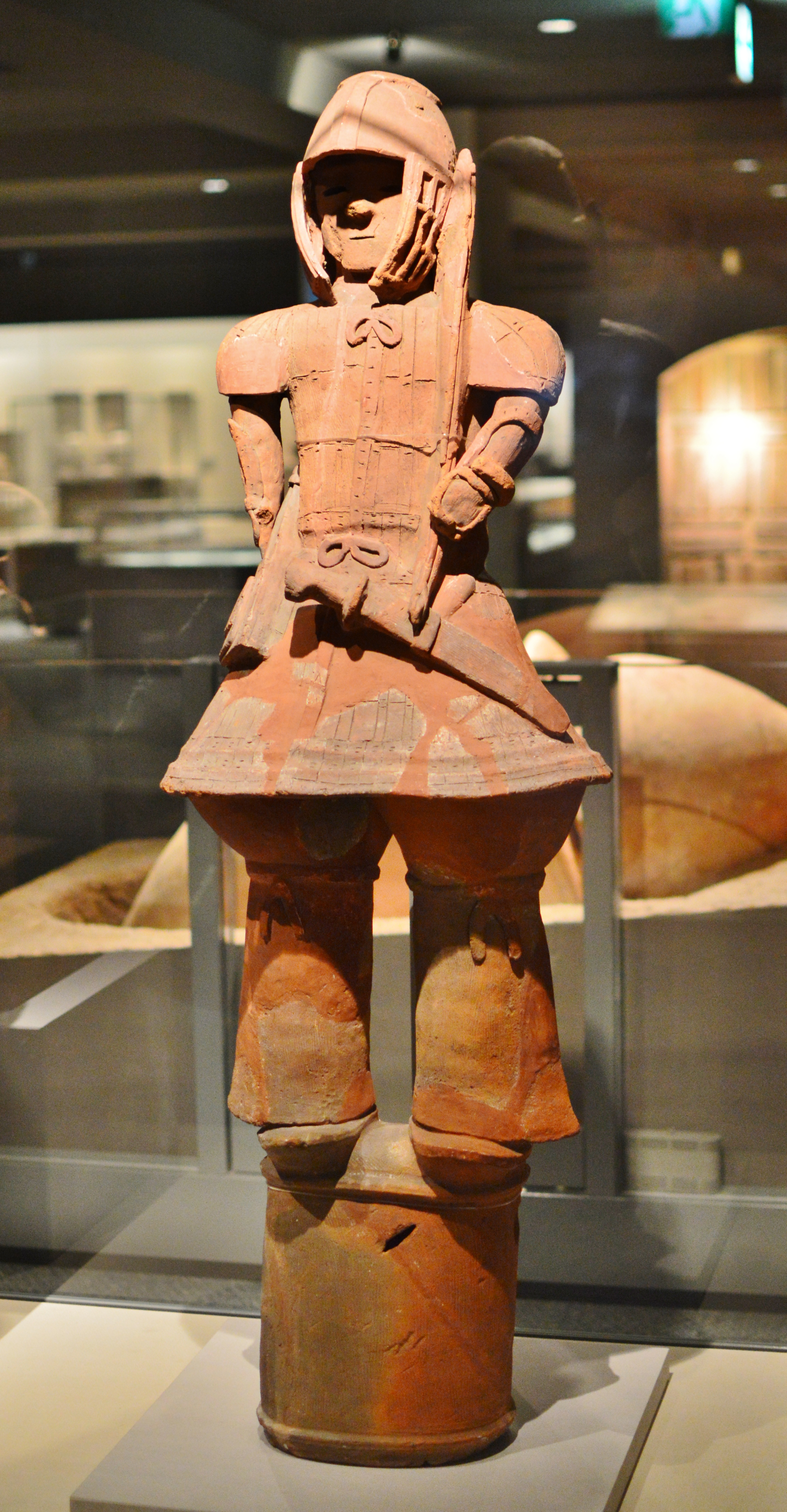
武人埴輪（重要文化財）

### その他
- 三角縁神獣鏡3面（重要美術品）、伝・奈良市大和田町 富雄丸山古墳出土[4]
  - 三角縁画文帯五神四獣鏡 径21.7cm[5]
  - 三角縁吾作銘四神四獣鏡 径21.5cm
  - 三角縁画像文帯盤龍鏡（龍虎鏡とも） 径24.6cm
- 馬具（重要美術品）、群馬県出土
- 石製腕飾り、奈良県川西町　島の山古墳出土
- 画文帯神獣鏡、径12.5cm、中国出土
- 山本コレクション 山本不二男が蒐集した鉄道乗車券を中心とした交通関係の資料

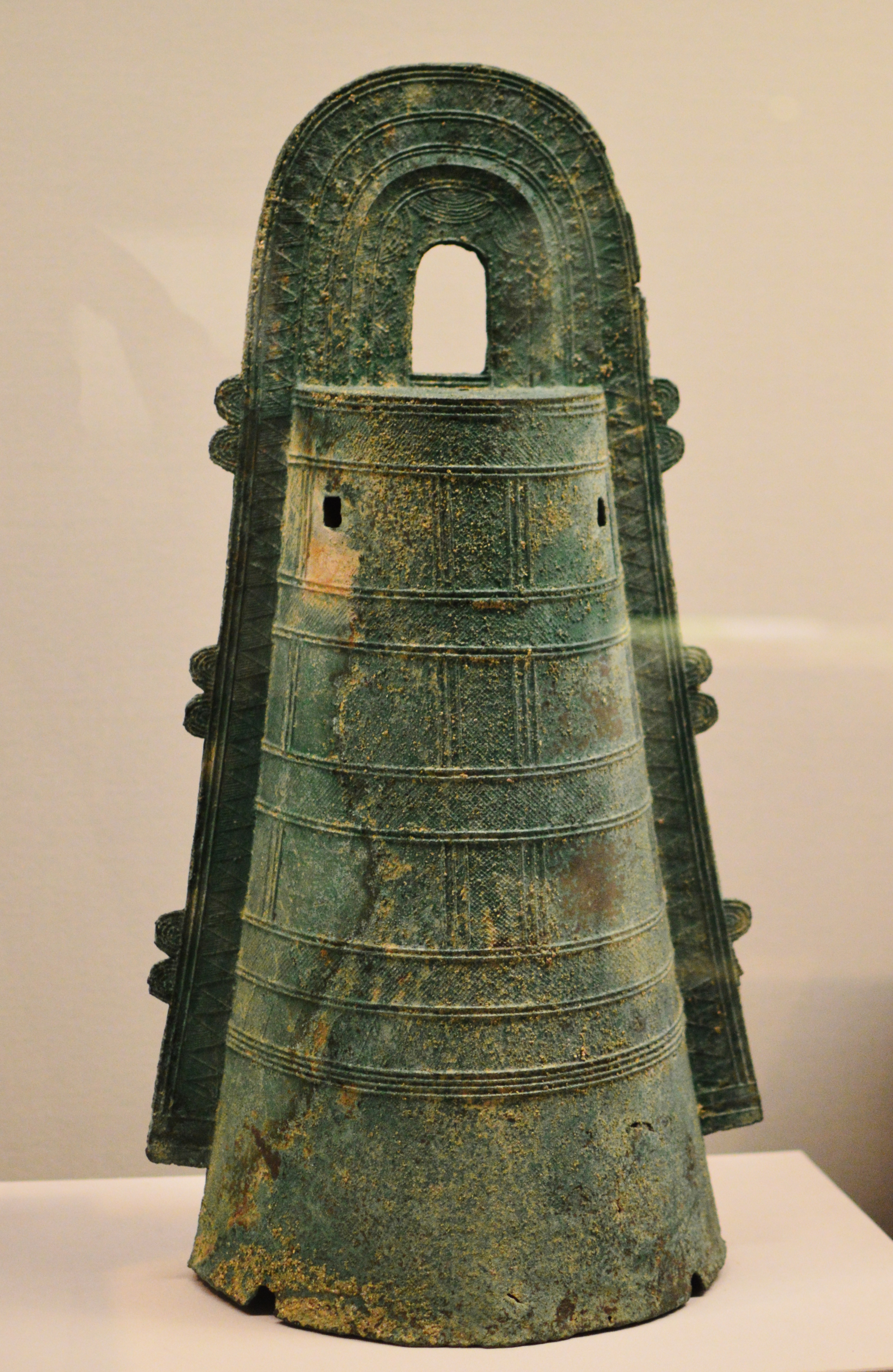
滋賀県野洲市 大岩山遺跡出土 袈裟襷文銅鐸（重要美術品）
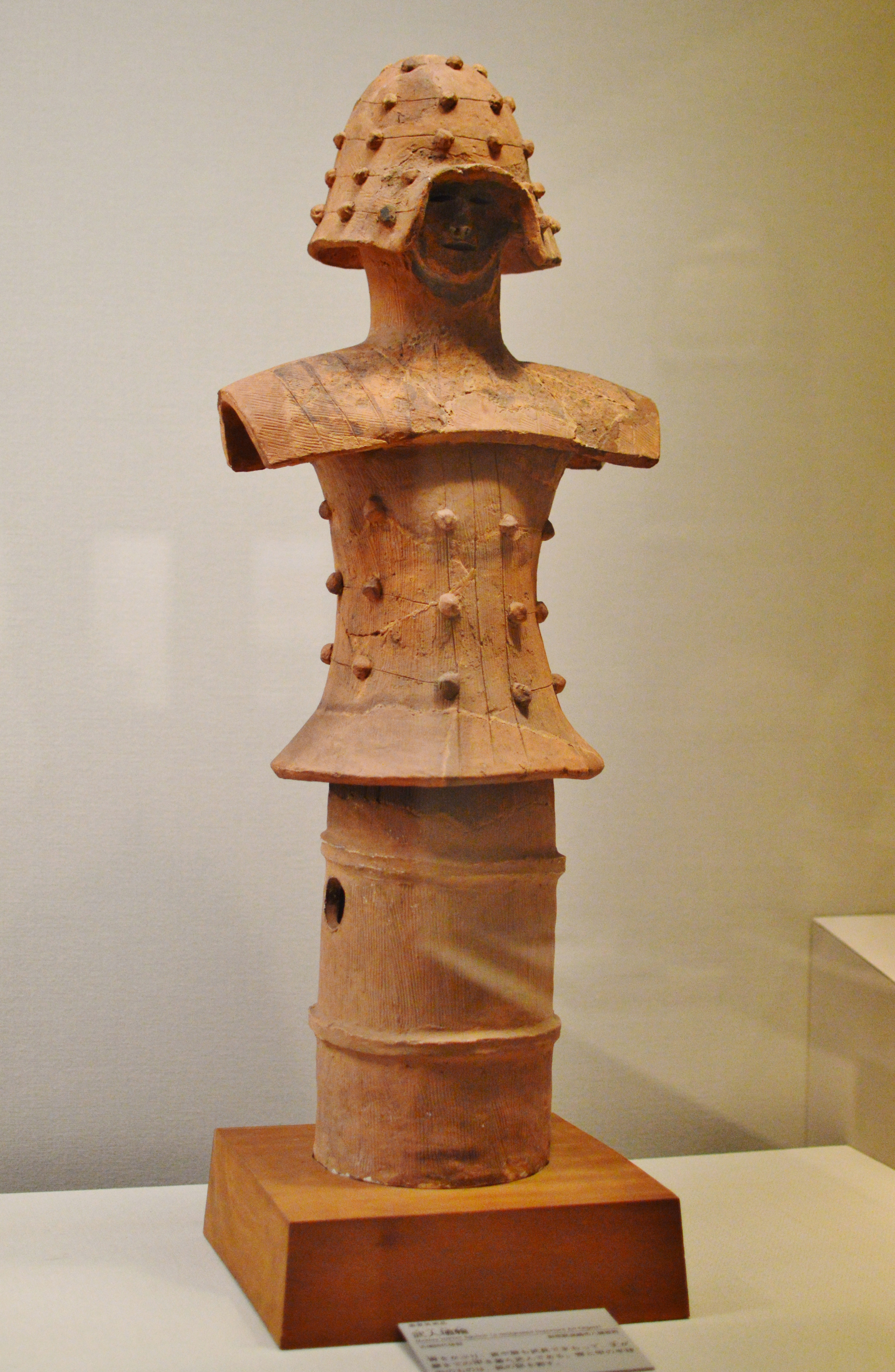
群馬県高崎市八幡原町出土 武人埴輪（重要美術品）
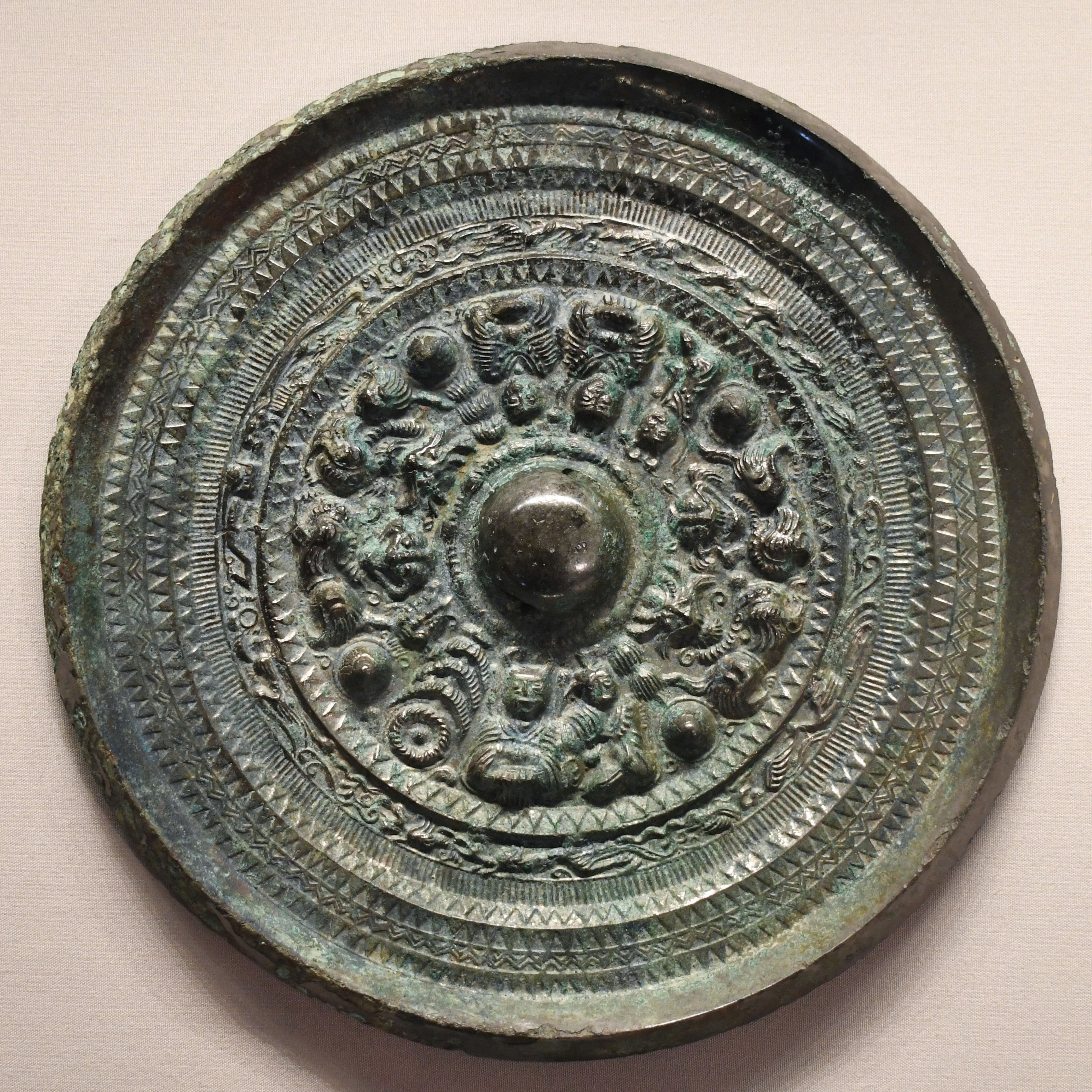
富雄丸山古墳出土 三角縁画文帯五神四獣鏡（重要美術品）
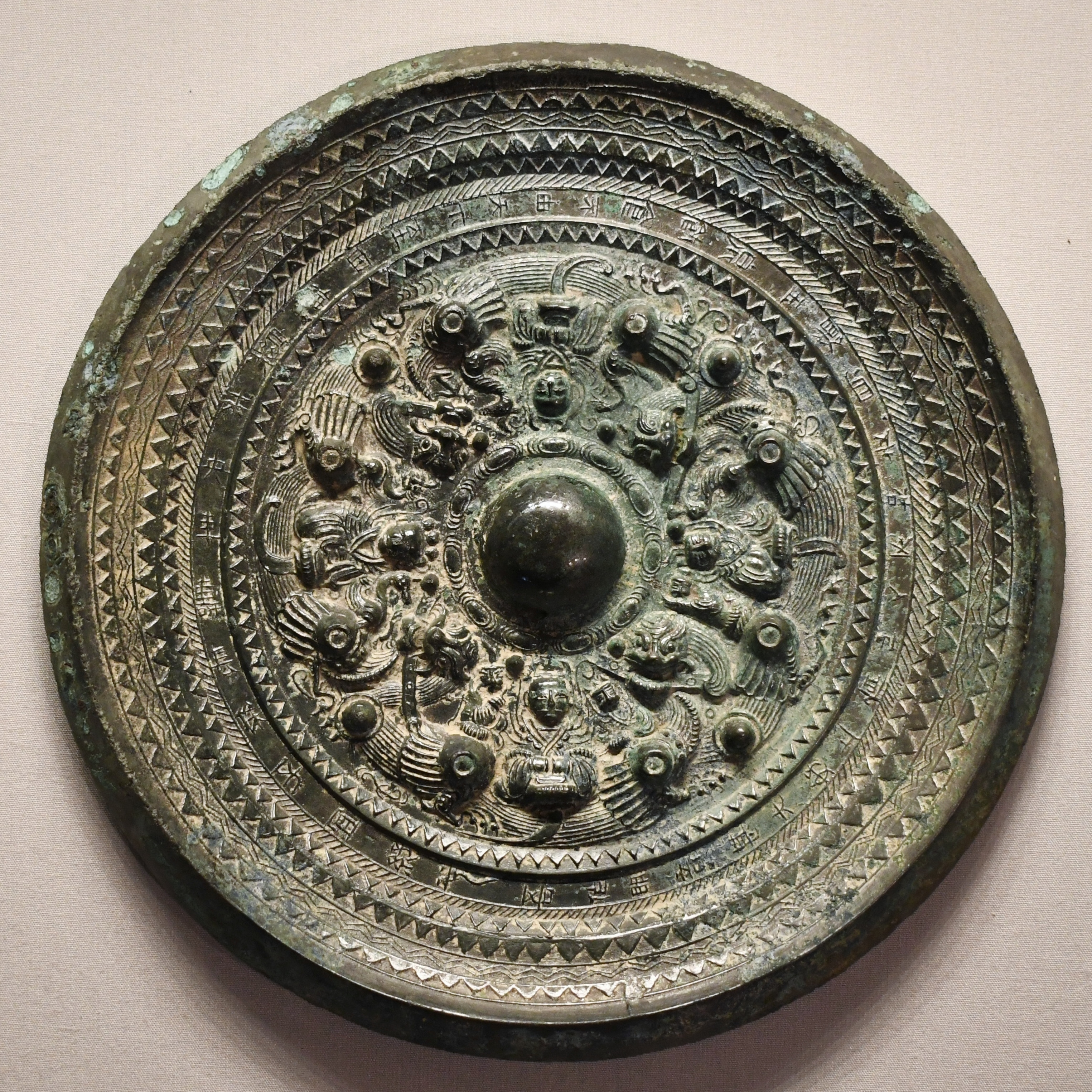
富雄丸山古墳出土 三角縁吾作銘四神四獣鏡（重要美術品）
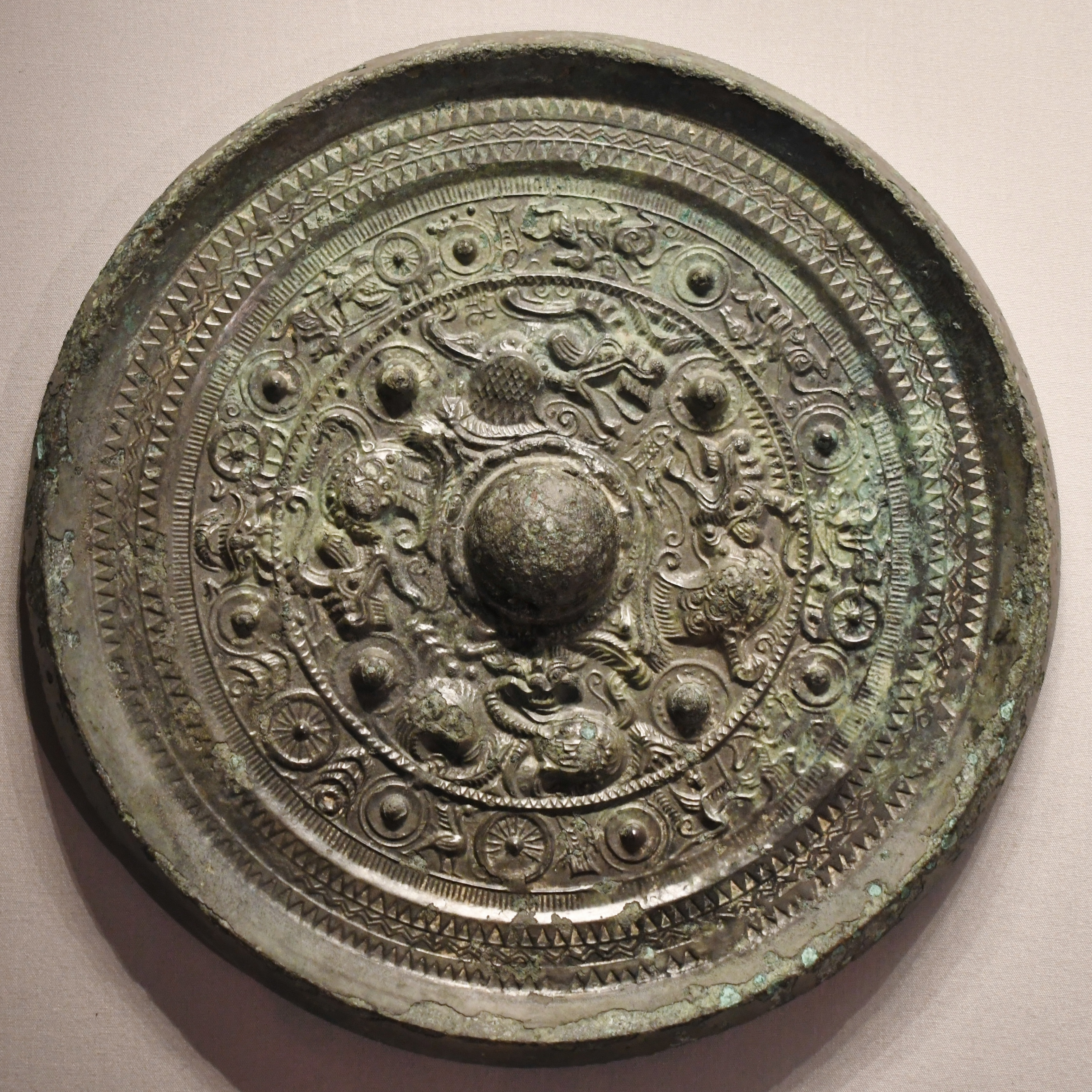
富雄丸山古墳出土 三角縁画像文帯盤龍鏡（重要美術品）

## 利用情報
- 開館時間 - 午前9時30分～午後4時30分(入館は午後4時まで）
- 休館日 - 火曜日（祝日の場合はその翌日休館で、毎月25日～27日、4月17日～19日、7月26日～8月4日は開館）、創立記念日（4月28日）、夏期（8月13日～17日）、年末年始（12月27日～1月4日）
- 特記事項 - 写真撮影は自由（フラッシュと三脚使用は禁止）

## 交通アクセス
- JR桜井線・近鉄天理線天理駅から徒歩25分。
- 天理駅から奈良交通バス・桜井駅北口行きで5分、「天理市庁前」停留所下車、徒歩8分。
  - 天理大学行きに乗車し、「天理大学」停留所から北東に徒歩5分でも来訪できるが平日のみの運行となっている。
  - 針方面の便に乗車し、「天理教本部前」停留所から南に徒歩3分でも来訪できるが午後に数便のみの運行となっている。

## 周辺
- 天理大学附属天理図書館
- 西山古墳
- 西乗鞍古墳
- 石上神宮